# Carlos Bilardo
Carlos Salvador Bilardo (La Paternal, 16 de março de 1939) é um ex-futebolista e ex-técnico argentino. 
Ficou conhecido por usar, tanto como jogador quanto como técnico, métodos "sujos" para ganhar jogos. Adepto da máxima "vitória a qualquer custo", ele entrava em campo com alfinetes escondidos na meia para dar umas cutucadas nos adversários, além de estudar a fundo a vida dos adversários para tocar em assuntos sensíveis em meio a um enrosco na grande área. Já como técnico, utilizava das mesmas artimanhas, tal como o "episódio da água batizada" em que o futebolista brasileiro Branco tomou na Copa de 1990 (ele ofereceu uma garrafa que tinha uma sonífero na água para o jogador Branco, que tomou a água e passou o resto do jogo não se sentindo muito bem).

## Carreira

### Jogador
Foi revelado pela equipe argentina San Lorenzo e teve um breve passagem pela equipe Deportivo Español. Porém, foi na equipe argentina Estudiantes de La Plata que alcançou sua maiores glórias como futebolista. Foi campeão argentino em 1967 (metropolitano), tricampeão da Copa Libertadores da América em 1968, 1969 e 1970, tendo também conquistado a Copa Intercontinental de 1968 e a Copa Interamericana de 1969. Encerrou a carreira de jogador em 1970. Paralelamente a carreira de futebolista, graduou-se em Medicina na Universidade de Buenos Aires.

### Treinador
Iniciou a carreira de treinador em 1971, nos próprios Estudiantes de La Plata. Treinou várias outras equipes tais como o San Lorenzo, o Boca Juniors e o Sevilla, além das seleções da Colombia, Guatelama e Líbia. 
Apesar de uma campanha invicta no campeonato argentino de 1975 (nacional), o Estudiantes de La Plata, dirigido por Bilardo, ficaram apenas com o vice-campeonato e conquistou o campeonato argentino de 1982 (metropolitano) pelos Estudiantes de La Plata. Foi também vice-campeão da Copa Libertadores da América com o Deportivo Cali em 1978.

### Seleção Argentina

#### Jogador
Com a Seleção Argentina conquistou a medalha de ouro nos Jogos Pan-Americanos de 1959 e disputou os Jogos Olímpicos de 1960.

#### Técnico
Treinou a Seleção Argentina nas copas de 1986 e 1990 onde foi campeão e vice-campeão respectivamente. Na Copa América, obteve o 3º lugar em 1989 e o 4º lugar em 1983 e 1987.

## Aposentadoria
Bilardo escreveu o livro Asi Ganamos, onde conta a campanha vitoriosa da Copa do Mundo de 1986.
Foi comentarista dos jogos da Copa do Mundo de 2006.
Foi secretário de esportes da província de Buenos Aires, em 2007.
Em 2018, Bilardo foi diagnosticado com a síndrome de Hakim-Adams, doença neurodegenerativa.

## Títulos

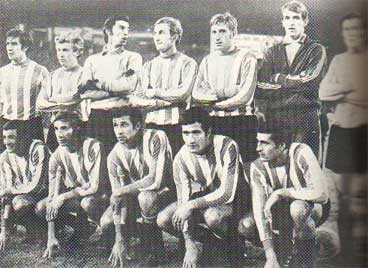
A equipe dos Estudiantes de La Plata que conquistou a Copa Libertadores da América de 1970 com destaque para Bilardo (segundo agachado, da esquerda para a direita)

### Jogador
Seleção Argentina
- Jogos Pan-Americanos: medalha de ouro - 1959

Estudiantes de La Plata
- Copa Intercontinental: 1968
- Copa Libertadores da América: 1968, 1969, 1970
- Copa Interamericana: 1968
- Campeonato Argentino: 1967 (metropolitano)

### Treinador
Seleção Argentina
- Copa do Mundo: 1986

Estudiantes de La Plata
- Campeonato Argentino: 1982 (metropolitano)

## Campanhas de destaque

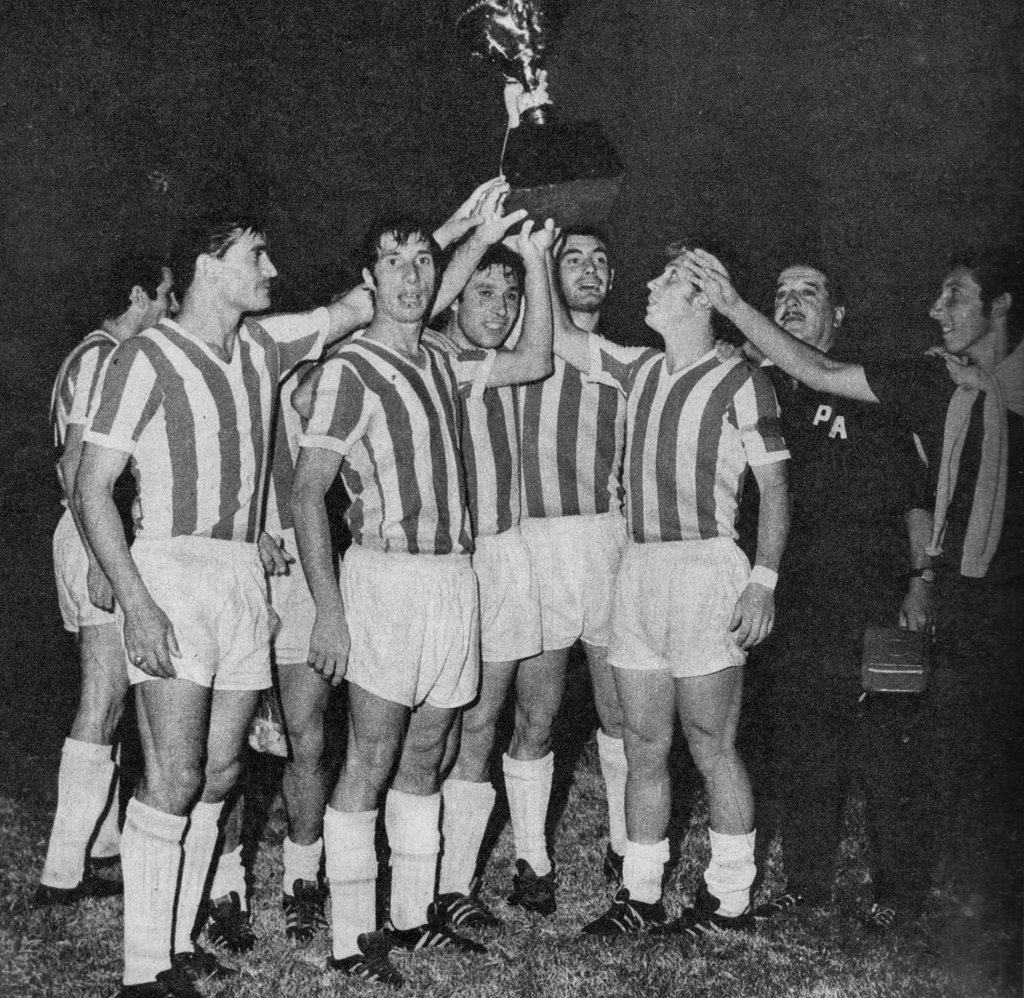
Carlos Bilardo comemorando a conquista da Copa Interamericana de 1968 (ele é o segundo da esquerda para a direita).

### Jogador
Estudiantes de La Plata
- Copa Interamericana: 1968
- Copa Intercontinental: 2º lugar - 1969, 1970

### Treinador
Seleção Argentina
- Copa do Mundo: Campeão - 1986; 2º lugar - 1990
- Copa América: 3º lugar - 1989; 4º lugar - 1983, 1987

Deportivo Cali
- Campeonato Colombiano 2º lugar - 1977, 1978
- Copa Libertadores da América: 2º lugar - 1978

Estudiantes de La Plata
- Campeonato Argentino: 2º lugar - 1975 (nacional)